# Kra (przesmyk)
Kra (tajski คอคอดกระ, Kho Khot Kra) – przesmyk w Azji Południowo-Wschodniej o szerokości ok. 60 km znajdujący się u nasady Półwyspu Malajskiego w Tajlandii, pomiędzy Zatoką Tajlandzką a Morzem Andamańskim. W ukształtowaniu powierzchni przesmyku dominują wzgórza i niskie góry o wysokości niewiele powyżej 500 m n.p.m. Porastają go lasy tropikalne.
Przez przesmyk Kra przebiega główna droga i linia kolejowa łącząca Bangkok z Malezją i Singapurem.